# Audiogalaxy
AudioGalaxy é um extinto programa de compartilhamento de arquivos via rede P2P.
Permitia a troca de arquivos como atualmente pode-se fazer em outros softwares mas a grande diferença era que o usuário se cadastrava em comunidades e podia receber os arquivos de seu interesse automaticamente, ou seja os arquivos eram enviados pelos membros das comunidades para outros membros desde que autorizado o recebimento remoto.
Comunidades de todos os estilos musicais e uma variedade quase infinita de arquivos eram encontrados na procura do mecanismo e ainda existiam  foruns de discussão nas comunidades que permitiam na medida da necessidade ou vontade dos usuários que os arquivos fossem compartilhados na rede.
O www.audiogalaxy.com é o site que ainda abriga o mecanismo, mas hoje em dia não mais oferece a troca de arquivos mas sim a compra.